# Podlesie (Strzeszyn)
Polesie – część wsi Strzeszyn w Polsce, położona w województwie małopolskim, w powiecie gorlickim, w gminie Biecz. Wchodzi w skład sołectwa Strzeszyn.
W latach 1975–1998 Podlesie administracyjnie należało do województwa krośnieńskiego.